# Jakob Sereinigg
Jakob Sereinigg (* 6. Juni 1887 in Längdorf bei Sankt Jakob im Rosental; † 3. Jänner 1964 in Villach) war ein österreichischer Politiker (SPÖ). Er war von 1945 bis 1962 Kärntner Landtagspräsident und von 1951 bis 1956 Bürgermeister der Stadt Villach.

## Biographie
Jakob Sereinigg wurde am 6. Juni 1887 als uneheliches Kind der Clementina Francisk (geborene Serajnik) in Längdorf (Velika vas) bei Sankt Jakob im Rosental geboren und am 8. Juni 1887 auf den Namen Jakob getauft. Per Erlass der Kärntner Landesregierung vom 10. März 1921 wurde der Familienname der Mutter in Sereinigg umbenannt.
Jakob Sereinigg war gelernter Tischler, wechselte beruflich jedoch bald zur Österreichischen Staatsbahn, in deren Werkstätte er als Gewerkschafter politisch tätig zu werden begann. 1920 war er an der Gründung der Siedlungsgenossenschaft Heimat beteiligt. Ab 1926 war er Abgeordneter der damaligen SDAP im Villacher Gemeinderat. Innerhalb der Gewerkschaft stieg er um 1930 zum Obmann des Personalausschusses auf. Mit dem Verbot der sozialdemokratischen Partei nach den Februarkämpfen 1934 verlor er sein Gemeinderatsmandat und wurde aufgrund seiner politischen Positionen bei den Staatsbahnen gekündigt. Am 9. Dezember 1938 trat er aus der katholischen Kirche aus.
Im Sommer 1944 wurde Sereinigg verhaftet und im KZ Dachau interniert. Nach Kriegsende und der Landtagswahl in Kärnten 1945 gehörte Sereinigg dem Kärntner Landtag an, welchem er bis 1962 als Landtagspräsident vorstand. Parallel bekleidete er in Villach das Amt des Vizebürgermeisters, bevor er 1951 in Nachfolge von Viktor Petschnik zum Bürgermeister gewählt wurde. Dieses Amt hatte er bis 1956 inne. Auch Sereiniggs Sohn Wilhelm war politisch aktiv, er gehörte dem Villacher Stadtrat und ab 1965 dem Kärntner Landtag an.
Am 3. Jänner 1964 starb Sereinigg im Alter von 76 Jahren in Villach.
Eine von der Siedlungsgenossenschaft Heimat im Villacher Stadtteil Völkendorf errichtete Siedlung wurde im Gedenken an den verstorbenen Bürgermeister 1964 in Jakob-Sereinigg-Siedlung umbenannt. Auch in Landskron gab es eine ihm gewidmete, inzwischen jedoch wieder umbenannte Straße. Jakob Sereinigg war außerdem ein Ehrenbürger der Stadt Villach.